# Funció de Kummer
En matemàtiques, hi ha diverses funcions conegudes com a funció de Kummer. Una es coneix com la funció hipergeomètrica confluent de Kummer. Una altra, la definida més avall, es relaciona amb els polilogaritmes. Totes dues van prendre el seu nom en honor del matemàtic alemany Ernst Kummer (1810-1893).
La funció de Kummer es defineix per:

{\displaystyle \Lambda _{n}(z)=\int _{0}^{z}{\frac {\log ^{n-1}|t|}{1+t}}\;dt.}

La fórmula de duplicació és:

{\displaystyle \Lambda _{n}(z)+\Lambda _{n}(-z)=2^{1-n}\Lambda _{n}(-z^{2})\,}.

Comparant aquesta amb la fórmula de duplicació dels polilogaritmes:

{\displaystyle \operatorname {Li} _{n}(z)+\operatorname {Li} _{n}(-z)=2^{1-n}\operatorname {Li} _{n}(z^{2}).}.

Un enllaç explícit amb els polilogaritmes ve donat per:

{\displaystyle \operatorname {Li} _{n}(z)=\operatorname {Li} _{n}(1)\;\;+\;\;\sum _{k=1}^{n-1}(-)^{k-1}\;{\frac {\log ^{k}|z|}{k!}}\;\operatorname {Li} _{n-k}(z)\;\;+\;\;{\frac {(-)^{n-1}}{(n-1)!}}\;\left[\Lambda _{n}(-1)-\Lambda _{n}(-z)\right].}